# Iaria reticulata
Iaria reticulata là một loài tò vò trong họ Ichneumonidae.